# Кјеза ин Валмаленко
Кјеза ин Валмаленко (итал. Chiesa in Valmalenco) је насеље у Италији у округу Сондрио, региону Ломбардија.
Према процени из 2011. у насељу је живело 2203 становника. Насеље се налази на надморској висини од 1009 м.

## Становништво
| 1936. | 1951. | 1961. | 1971. | 1981. | 1991. | 2001. | 2011. |
| ----- | ----- | ----- | ----- | ----- | ----- | ----- | ----- |
| 2.204 | 2.464 | 2.685 | 2.794 | 2.836 | 2.807 | 2.755 | 2.591 |